# نیدرتیفنباخ
نیدرتیفنباخ (به آلمانی: Niedertiefenbach) یک شهر در آلمان است که در Verbandsgemeinde Katzenelnbogen واقع شده‌است. نیدرتیفنباخ ۲۳۵ نفر جمعیت دارد.